# Distretto di Chaotian
Il distretto di Chaotian (朝天区S, CháotiānP) è un distretto della Cina, situato nella provincia di Sichuan e amministrato dalla prefettura di Guangyuan.